# 国家鉄道公団
国家鉄道公団（こっかてつどうこうだん、朝: 국가철도공단 國家鐵道公團、英: Korea National Railway, KR）は、大韓民国国土交通部傘下の鉄道施設の建設・管理を行う準政府機関。
主に韓国の鉄道路線の建設などを行っており、日本の鉄道建設・運輸施設整備支援機構に相当する。2005年に鉄道庁の運営部門を継承し発足した韓国鉄道公社（KORAIL）の施設を保有している。本部は大田広域市にある。

## 概要
- 組織形態:委託執行型準政府機関（公共機関の運営に関する法律の適用）
- 本社:大田広域市東区中央路242
- 組織:4本部 1室 5地域本部 1研究室
- 人員:1,347人（2012年）

## 沿革
2004年に鉄道庁の建設・施設部門と韓国高速鉄道建設公団が統合、韓国鉄道施設公団として発足し、2020年に現名称に改称した。
- 1992年3月9日：韓国高速鉄道建設公団が設立される。
- 1994年6月14日 - 韓国型高速鉄道用車両選定にフランスのTGVを選定。
- 2004年1月1日 - 鉄道庁建設・施設部門と統合し韓国鉄道施設公団が発足。
- 2020年9月10日 - 国家鉄道公団に名称変更。

## 主な業務
- 鉄道施設の建設・管理
  - 韓国鉄道施設公団は、大韓民国のほとんどの鉄道施設を建設し、管理する。

- 鉄道施設に関する技術開発・管理・サポート
  - 韓国鉄道施設公団は、鉄道施設の技術開発、管理、サポートをしている。なおHSR-350xやTTXなど一般的な鉄道技術の研究は、韓国鉄道技術研究院で進めている。

## 所属機関
- 研究院

## 海外支社
- 米国支社（T/F）
- 中国支社（T/F）

## 地域本部
- 首都圏本部：ソウル特別市龍山区青坡路378
- 江原本部：江原特別自治道原州市北原路2650
- 忠清本部：大田広域市東区中央路242 (8階-10階)
- 湖南本部：全羅南道順天市駅前通り16
- 嶺南本部：釜山広域市中区忠壮大路9番通り46 韓進海運ビル